# Lista conacelor din Republica Moldova

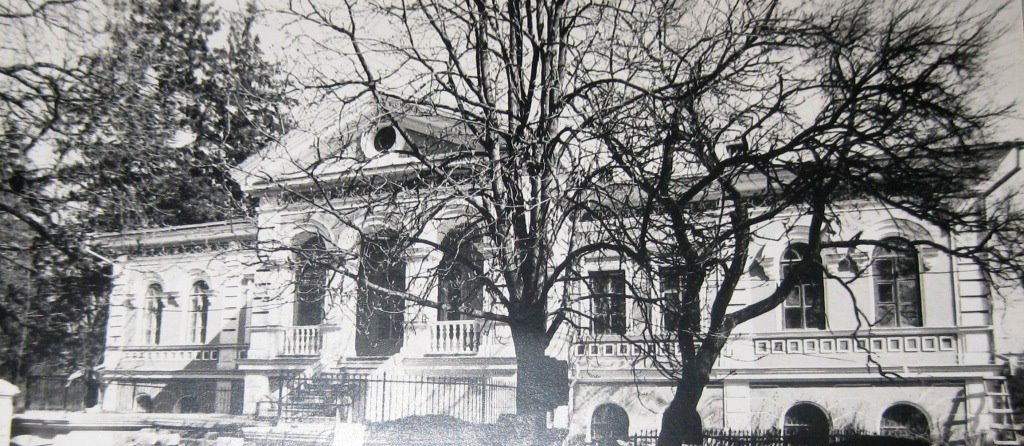
Conacul din Ivancea

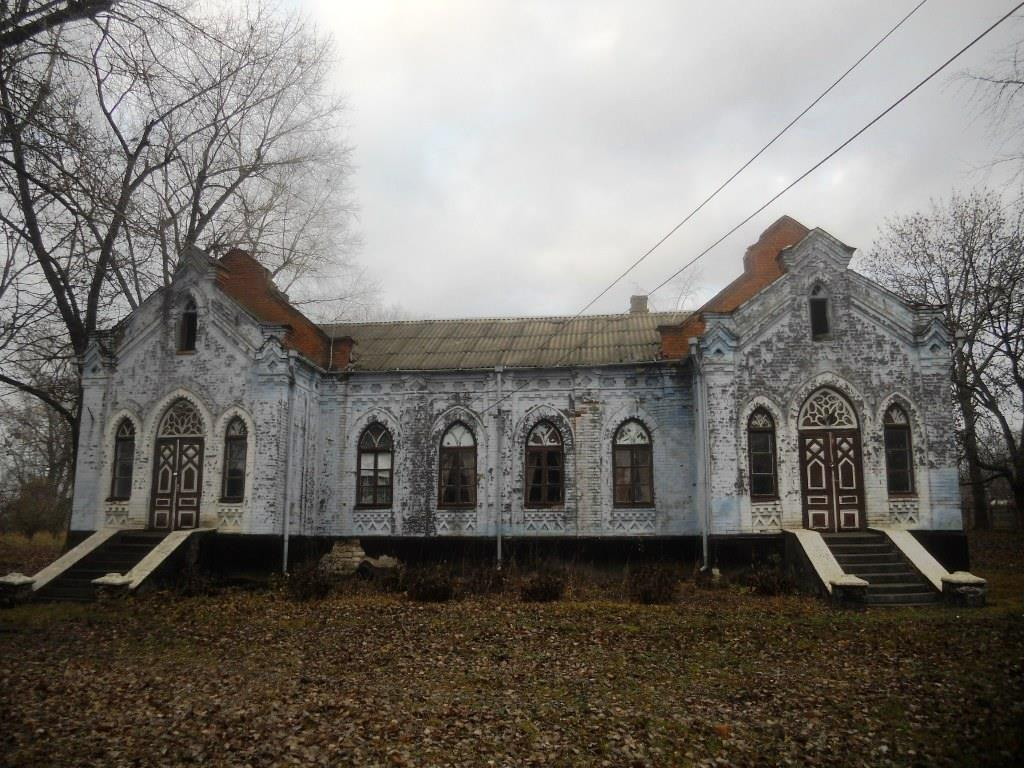
Conacul Cazimir din Cernoleuca

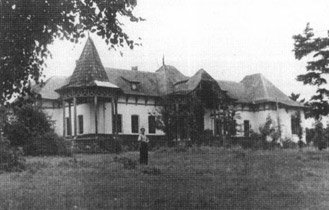
Conacul boierului din Cuhureștii de Sus

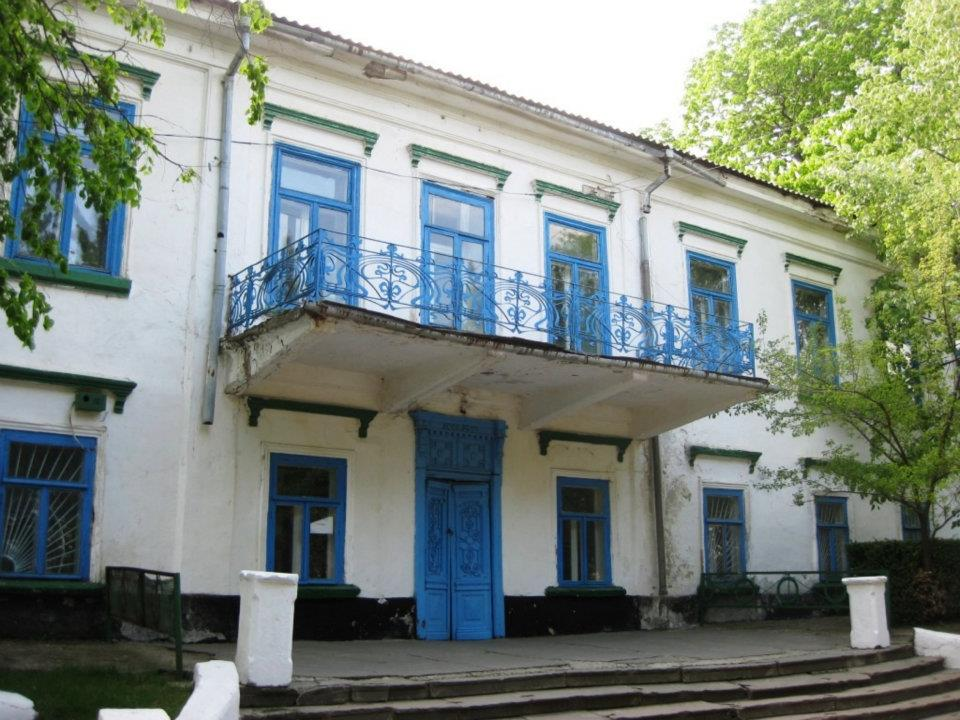
Conacul Leonardi-Buznea

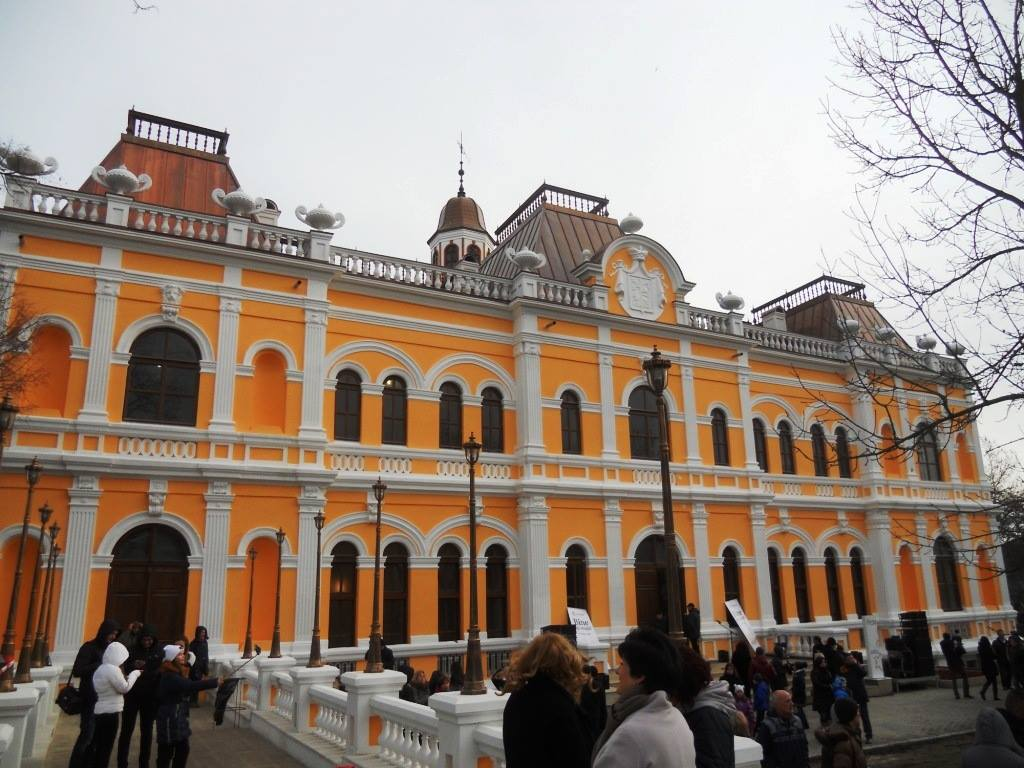
Conacul Manuc Bei

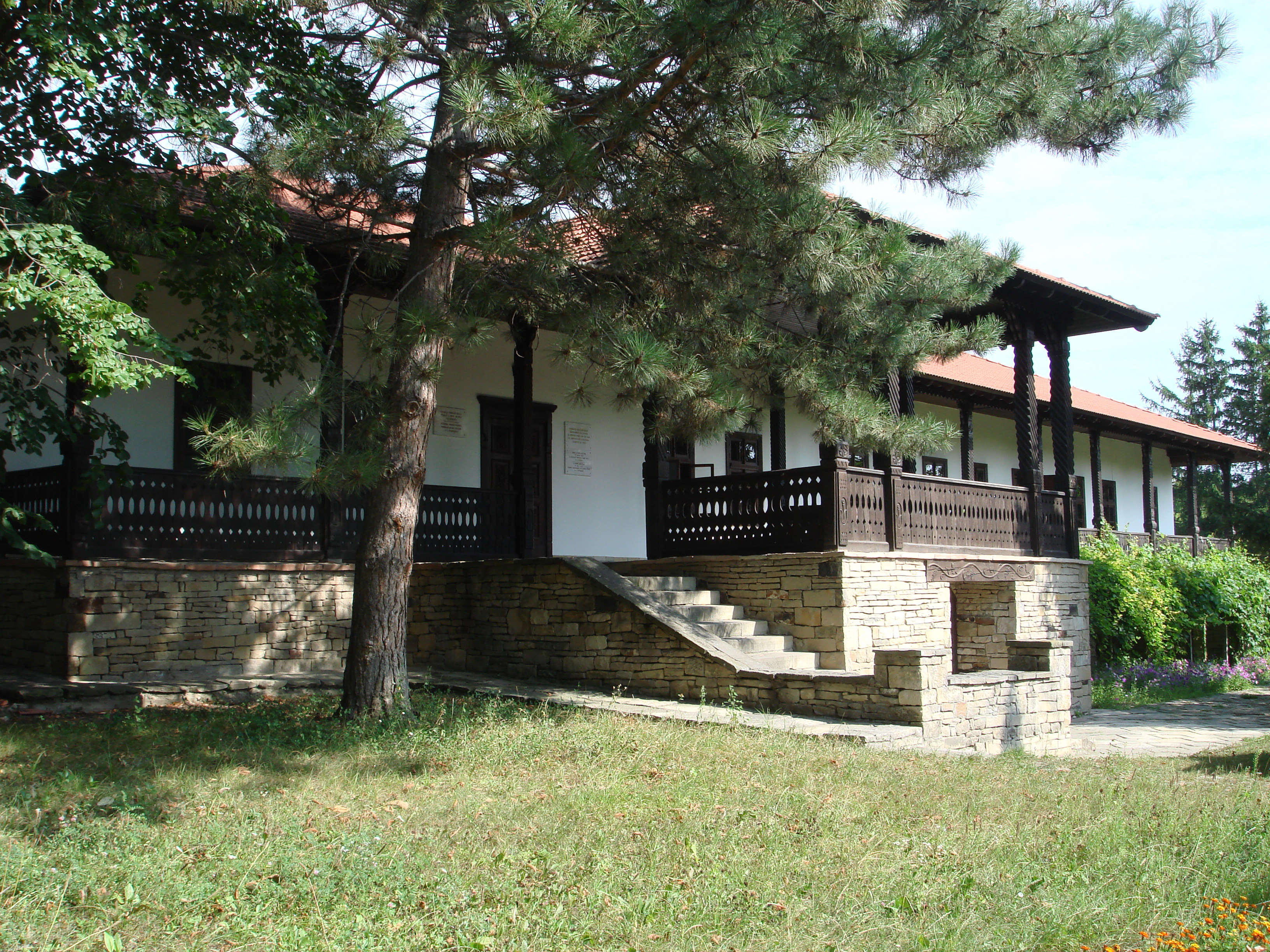
Conacul Zamfirache Ralli

Această listă include un număr de 47 de conace, decretate monumente de arhitectură în Republica Moldova. 
- Conacul lui Aleinicov, Soroca
- Conacul lui Apostolopulo, Saharna, Rezina
- Conacul familiei Balioz, Ivancea, Orhei
- Conacul Biberi, Rujnița, Ocnița
- Conacul lui Bjozowskz, Soloneț, Soroca
- Conacul familiei Bogdasarov, Piatra, Orhei
- Conacul familiei Cantacuzino, Poiana, Edineț
- Conacul Cazimir, Cernoleuca, Dondușeni
- Conacul Cazimir, Milești, Nisporeni
- Conacul familiei Ciolac-Malski, Bahmut, Călărași
- Conacul familiei Cristi, Teleșeu, Orhei
- Conacul lui Constantin Stamati Ocnița, Ocnița
- Conacul lui Dinu Ruso, Păulești, Călărași
- Conacul lui Dombas, Sloveanca, Sîngerei
- Conacul familiei Donici, Dubăsarii Vechi, Criuleni
- Conacul Ergiu, Năpadova, Florești
- Conacul familiei Gonata, Zberoaia, Nisporeni
- Conacul Hasnaș, Sofia, Drochia
- Conacul Ergiu, Napadova, Florești
- Conacul lui Ioan C. Bogdan, Cuhureștii de Sus, Florești
- Conacul familiei Ivănuș, Negrești, Strășeni
- Conacul din Izbiște, Izbiște, Criuleni
- Conacul familiei Janovski, Gura Bîcului, Anenii Noi
- Conacul Krupenski, Corjeuți, Briceni
- Conacul Krupenski, Pavlovca, Briceni
- Conacul familiei Lazo, Piatra, Orhei
- Conacul Leonardi-Buznea, Ciuciulea, Glodeni
- Conacul Leonard, Cubolta, Sîngerei
- Conacul lui Manolache Negruzzi, Tîrnova, Dondușeni
- Conacul lui Manuc Bei, Hîncești
- Conacul Melega, Temeleuți, Florești
- Conacul din Miciurin, Miciurin, Drochia
- Conacul familiei Mimi, Bulboaca, Anenii Noi
- Conacul familiei Ohanowicz, Mîndîc, Drochia
- Conacul Pommer, Țaul, Dondușeni
- Conacul Ponsă, Glodeni
- Conacul din Răspopeni, Răspopeni, Șoldănești
- Conacul din Răzălăi, Răzălăi, Sîngerei
- Conacul familiei Romanov, Romănești, Strășeni
- Conacul Rosetti–Roznovan, Lipcani
- Conacul familiei Russo, Micăuți, Strășeni
- Conacul Străjescu, Văscăuți, Florești
- Conacul lui Stremiadi, Șofrîncani, Edineț
- Conacul familiei Șalari, Miclești, Criuleni
- Conacul lui Vasile Stroescu, Brînzeni, Edineț
- Conacul lui Victor Dombrovski, Rediul Mare, Dondușeni
- Conacul Vinogradski, Iarova, Soroca
- Conacul Zamfirache Ralli, Dolna, Strășeni

## Legături externe
- (video) O nouă șansă pentru monumentele arhitecturale în ruine? Unimedia. Accesat la 17/01/2013